# Kuusalu
Kuusalu – miasteczko w Estonii, w prowinji Harju, stolica gminy Kuusalu.